# L'Inferno (film 1924)
L'Inferno (Dante's Inferno) è un film muto del 1924 diretto da Henry Otto.

## Trama
Avido e vizioso, un uomo di affari porta al suicidio un suo rivale. Accusato di omicidio, l'uomo viene condannato a morte. Giustiziato, giunge all'inferno dove viene prelevato dai diavoli. Lì lo aspetta una condanna eterna.

## Produzione
Il film fu prodotto dalla Fox Film Corporation

## Distribuzione
Distribuito dalla Fox Film Corporation, il film uscì nelle sale cinematografiche statunitensi il 7 settembre 1924. Una copia del film viene conservata negli archivi del Museum of Modern Art. Il film è stato distribuito negli Stati Uniti in VHS.

### Date di uscita
IMDb
- USA	7 settembre 1924
- Giappone	29 gennaio 1925
- Portogallo	21 novembre 1927
- Finlandia	2 dicembre 1928

Alias
- El infierno del Dante	Spagna
- I kolasis (tou Dantou)	Grecia
- O Inferno de Dante 	Portogallo